# Michèle Rubirola
Michèle Rubirola (Marsiglia, 28 luglio 1956) è una politica e attivista francese, dal luglio al dicembre 2020 sindaco di Marsiglia in una coalizione di sinistra chiamata Printemps marseillaise. Ex esponente di Europe Écologie Les Verts, è la prima donna a ricoprire questo incarico dopo essere stata dal 2015 consigliere dipartimentale di Bouches-du-Rhône.

## Biografia
Nipote di immigrati napoletani e catalani, Michèle Rubirola è nata a Marsiglia. Suo padre lavorava presso il Fondo di assicurazione sanitaria primaria e sua madre presso l'Unione per la riscossione dei contributi previdenziali e familiari (Urssaf). La nonna paterna, napoletana, era stata studentessa a Rouet, una zona dell'8º arrondissement di Marsiglia.
Atletica, è entrata a far parte della prima squadra di calcio mista dell'Olympique de Marseille, che ha lasciato "a causa della sua età troppo giovane". Ha quindi giocato a basket.
Nel 1966 si è iscritta al Liceo Montgrand, allora riservato alle ragazze, dove ottiene il diploma di maturità nel 1973. Quindi si è laureata in medicina generale (facoltà di scienze mediche e paramediche di Marsiglia) presso l'Università di Aix-Marseille.
Negli anni '70 si è unita alle lotte dei movimenti ambientalisti e antimilitaristi. Femminista, si batte per la liberalizzazione dell'aborto e della contraccezione.

### Attività professionale
Dopo la laurea in medicina generale, diventa responsabile di un programma di educazione terapeutica per malati cronici in situazione di vulnerabilità sociale, presso il centro di prevenzione dell'assicurazione sanitaria nei distretti settentrionali. Dall'inizio degli anni 2000, ha lavorato come medico presso il Primary Health Insurance Fund di Bouches-du-Rhône.
Negli anni Michèle Rubirola è diventata membro dell'associazione “Alloggi sociali alternativi”, l'associazione che cerca alloggi per persone escluse (disabili, sieropositivi, malati di mente) e presiede l'associazione "Europe Social Projet Recherche Innovation", che lavora con le persone che vivono in strada.

### Attività politica
Attivista, ha manifestato al sito nucleare di Creys-Malville e si è unita al partito Les Verts nel 2002. Si è candidata senza successo alle elezioni parlamentari del 2007 e nel 2012, per Europe Écologie Les Verts (EELV), nel 5º distretto del delta del Rodano (che copre diversi distretti di Marsiglia). Eletta consigliera del 2° settore di Marsiglia durante le elezioni comunali del 2008, è diventata vicesindaco, responsabile della salute e della gioventù.
Candidata alle elezioni cantonali del 2011 nel cantone di Marsiglia-Le Camas, ha ottenuto il 16,1% dei voti al primo turno. Durante le elezioni municipali del 2014, ha guidato la lista di Pape Diouf nel 3° settore di Marsiglia, ottenendo il 5,2% dei voti.
È stata eletta consigliera dipartimentale EÉLV di Bouches-du-Rhône durante le elezioni del 2015 per il cantone di Marsiglia-1, in tandem con Benoît Payan (PS). Siede all'opposizione all'interno del gruppo socialista ambientalista. È contraria alla costruzione di un parcheggio sotto il parco pubblico del Palais Longchamp e contro l'abbattimento di alberi nel dipartimento.

### Sindaco di Marsiglia
Il 16 maggio 2019, dopo diversi mesi di discussioni informali e incontri pubblici tra residenti e attivisti, appare un primo appello "Unirsi o soffrire" su iniziativa di Mad Mars e 21 gruppi di cittadini. Seguono in luglio l'appello per l'unione di personalità di sinistra, eletti e membri della società civile, in vista delle elezioni municipali del 2020 a Marsiglia e in ottobre un forum che vuole essere "l'atto di nascita di un movimento senza precedenti a Marsiglia”. Printemps marseillais (Primavera marsigliese) è nata da questa iniziativa.
Michèle Rubirola, che era stata sospesa nel settembre 2019 dalla Direzione regionale del suo partito per un periodo di sei mesi per aver sostenuto una lista in competizione con quella decisa da EÉLV, sotto i soli colori del partito, è reintegrata e candidata a sindaco di Marsiglia alle elezioni municipali del 2020 sotto la bandiera di Printemps marseillais. La coalizione riunisce gruppi di cittadini e partiti politici: membri di Europe Écologie Les Verts, del Partito socialista, del Partito comunista francese, di La France insoumise, di Génération.s, della sinistra repubblicana e socialista, di Insieme!, di Nouvelle Donne, del Partito della Sinistra, di Place publique, del Partito della Sinistra Radicale e del Partito Pirata. La lista EÉLV si è infine fusa con quella di Printemps marseillais.
Al primo turno Printemps marseille ottiene il 38,3% dei voti, al successivo vince in termini di numero di voti (oltre il 50%) e seggi, ma ottiene solo la maggioranza relativa (42 seggi su 101). Dopo lunghe trattative tra i consiglieri eletti, Michèle Rubirola è eletta sindaco di Marsiglia il 4 luglio 2020 ottenendo 51 voti contro i 41 di Guy Teissier (membro più anziano della nuova assemblea dopo il ritiro della rivale Martine Vassal). Decisivo il sostegno dell'ex socialista Samia Ghali..  Diventa così la prima donna sindaco di Marsiglia, città governata negli ultimi 25 anni dalla destra.
Diventata sindaco, ha rimosso dai social un messaggio di sostegno a Luc Montagnier e Henri Joyeux nella loro campagna contro un disegno di legge del ministro della Salute, Agnès Buzyn, che prevedeva undici vaccinazioni obbligatorie per i bambini. All'inizio del suo mandato, il comune ha annunciato l'assunzione di oltre 300 persone nelle scuole e asili nido e ha aumentato la spesa per investimenti di 50 milioni di euro per il miglioramento delle condizioni di scuole (30 milioni) e lotta agli alloggi scadenti (20 milioni).
Il 15 dicembre 2020  Michèle Rubirola, indebolita da problemi di salute, ha annunciato le sue dimissioni, presentate lo stesso giorno al prefetto di Bouches du Rhône.. Il 21 dicembre 2020 lascia l'incarico a Benoît Payan, socialista, diventandone suo primo assistente..

## Vita privata
È madre di due ragazze e un ragazzo. Suo marito svolge mansioni amministrative in un centro sanitario.